# A1 (Србија)
A1 (раније Vip mobile) српски је телекомуникациони оператор са седиштем у Београду. Налази се у власништву предузећа A1 Telekom Austria Group. Од 2020. трећи је по величини оператор мобилне телефоније са тржишним уделом од 25,67%. Од 2024. стратешки је партнер платформе Netflix у Србији.

## Историја
Комерцијални рад овог оператoра - тј. продаја бројева почела је 11. јун 2007.. Мрежа је отпочела рад 9. јул 2007..
Првобитни назив компаније био је Топнет, који је почетком јун 2007. промењен у Вип мобајл (Vip mobile).
У април 2009., Вип мобајл достигао је бројку од 1.000.000 корисника.
У фебруар 2011. Вип мобајл је први међу мобилним операторима увео ХСПА+ технологију у употребу.
Од јун 2012. отпочело је тестирање ЛТЕ технологије, за чију ће комерцијалну примену бити потребно променити важеће прописе који дефинишу рад и спектар бежичних мрежа.
Од јун 2015. је почело званично коришћење ЛТЕ мреже.

## Подаци о мобилној мрежи
А1 користи ГСМ - 900 Mhz и 1800 Mhz, УМТС (3Г) 2100 Mhz, као и ХСПА+ (3.75Г) мреже на више локација у Србији, претежно у већим градовима и главним путним правцима. 
- Покривеност територије Србије ГСМ сигналом је 83,8%
- Покривеност становништва Србије ГСМ сигналом је 98,5%
- Покривеност територије Србије УМТС сигналом је 33,0%
- Покривеност становништва Србије УМТС сигналом је 72,5%[7]
- Идентификациони код мреже је 220-05, а позивни бројеви ГСМ мреже су 060 (међународни: +381 60), 061 (међународни +381 61)
- У току 2013.; пре 12 година ВИП мобајл је изградио 227 нове базне станице, тако да је њихов укупан број на крају 2013.; пре 12 година износио 2.539.[7]
- Роминг је омогућен у 151 земаља света, путем 1 сателитске и 2 поморске мреже.

## Тржишни показатељи
- Укупан број корисника Вип мобајла на крају 2013.; пре 12 година износио је 2.014.519.[7] Од тог броја 49,20% корисника на припејду и 50,80% на постпејду.

Тржишно учешће ове мреже на крају 2013.:
- по броју корисника 21,9%
- по укупном годишњем приходу 22,0%
- по укупном одлазном саобраћају 22,5%
- по укупном броју послатих кратких текстуалних порука 24,8%
- по укупном броју послатих мултимедијалних порука 37,34%